# میووراز
میووراز (به لاتین: Miłoradz) یک روستا در لهستان است که در گمینا میووراز واقع شده‌است. میووراز ۱٬۱۱۴ نفر جمعیت دارد.